# NATOフォネティックコード
NATOフォネティックコード（ナトーフォネティックコード、英: NATO phonetic alphabet、仏: Alphabet phonétique de l'OTAN）とは、欧文通話表の中でも北大西洋条約機構（NATO）や国際民間航空機関(ICAO)等が定めた通話表である。無線通話などにおいて重要な文字・数字を正確に伝達するため、定められた。単にフォネティックコードやICAOフォネテックアルファベットとも呼ばれ、国際民間航空機関(ICAO)をはじめとする各機関でも採用され、広く用いられている。多くの機関で使われているが、一部の符号の規則が異なる場合もある。

## 概要
コードは、通信や電話の際に、26個のアルファベット及び数字を明確に判別するために考案された。1956年にNATOは、それまでICAOで用いられていたコードに改良を加えたものを採用し、のちにICAOと国際電気通信連合(ITU)もそれに習ったことで、国際標準となった 。
アルファベットを表現するために使用する単語は、本コードを採用しているどの機関でも同一だが、数字を表現するために使用する単語は二種類の系統があり、組織ごとに二つのうちからどちらを使うか選択している。NATOでは通常の英語による数字の読み、たとえば「0 = ゼロ zero」「1 = ワン one」を使用するのに対して（ただし、3は「ツリー tree」、5は「ファイフ fife」、9は「ナイナー niner」のように発音される）、IMOなどでは他の単語と組み合わせた語を使用する（0 = nadazero, 1 = unaone）。

## 文字と発音
アルファベットや数字を表現するための語の発音は、話者の言語習慣によって異なる場合がある。発音のゆれを防ぐために、ICAOは推奨する発音を録音やポスターの形式で提供している。
| 文字 | コード単語                                         | 発音 (強調部に アクセントを置く)              | ICAO (公式)                        | IPA (非公式)                          |
| ---- | -------------------------------------------------- | --------------------------------------------- | ---------------------------------- | ------------------------------------- |
| A    | Alfa (ICAO, ITU, IMO, FAA) Alpha (ANSI)            | AL FAH                                        | 'ælfa                              | [ˈælfə]                               |
| B    | Bravo                                              | BRAH VOH                                      | 'bra:'vo                           | [ˈbɹɑvoʊ]                             |
| C    | Charlie                                            | CHAR LEE またはSHAR LEE                       | 'tʃa:li または 'ʃa:li              | [ˈtʃɑɹliː] または [ˈʃɑɹliː]           |
| D    | Delta                                              | DELL TAH                                      | 'delta                             | [ˈdɛltɑ]                              |
| E    | Echo                                               | ECK OH                                        | 'eko                               | [ˈɛkoʊ]                               |
| F    | Foxtrot                                            | FOKS TROT                                     | 'fBkstrBt                          | [ˈfɔːkstɹɔːt]                         |
| G    | Golf                                               | GOLF                                          | gulf                               | [gɔːlf]                               |
| H    | Hotel                                              | HO TELL (ICAO) HOH TELL (ITU, IMO, FAA)       | ho:'tel                            | [hoʊ.ˈtɛl]                            |
| I    | India                                              | IN DEE AH                                     | 'indi•a                            | [ˈɪndiː.ˌə]                           |
| J    | Juliett (ICAO, ITU, IMO, FAA) Juliet (ANSI)        | JEW LEE ETT                                   | 'd_u:li•et                         | [ˈdʒuːliː.ˌɛt]                        |
| K    | Kilo                                               | KEY LOH                                       | 'ki:lo                             | [ˈkiːloʊ]                             |
| L    | Lima                                               | LEE MAH                                       | 'li:ma                             | [ˈliːmə]                              |
| M    | Mike                                               | MIKE                                          | maik                               | [maɪk]                                |
| N    | November                                           | NO VEM BER                                    | no'vembe                           | [noʊ.ˈvɛmˌbɝ]                         |
| O    | Oscar                                              | OSS CAH                                       | 'Bska                              | [ˈɔːskə]                              |
| P    | Papa                                               | PAH PAH                                       | pe'pa                              | [pɑ.ˈpɑ]                              |
| Q    | Quebec                                             | KEH BECK                                      | ke'bek                             | [kɛ.ˈbɛk]                             |
| R    | Romeo                                              | ROW ME OH                                     | 'ro:mi•o                           | [ˈɹoʊmiː.ˌoʊ]                         |
| S    | Sierra                                             | SEE AIR RAH (ICAO, ITU, IMO) SEE AIR AH (FAA) | si'era                             | [siː.ˈɛˌɹə]                           |
| T    | Tango                                              | TANG GO                                       | 't ængo                            | [ˈtæŋgoʊ]                             |
| U    | Uniform                                            | YOU NEE FORM または OO NEE FORM               | 'ju:nifB:m (sic) または 'u:nifB:rm | [ˈjuːniː.ˌfɔɹm] または [ˈuːniː.ˌfɔɹm] |
| V    | Victor                                             | VIK TAH                                       | 'vikta                             | [ˈvɪktə]                              |
| W    | Whiskey                                            | WISS KEY                                      | 'wiski                             | [ˈwɪskiː]                             |
| X    | X-ray                                              | ECKS RAY (ICAO, ITU) ECKS RAY (IMO, FAA)      | 'eks'rei                           | [ˈɛksɹeɪ]                             |
| Y    | Yankee                                             | YANG KEY                                      | 'j ænki                            | [ˈjæŋkiː]                             |
| Z    | Zulu                                               | ZOO LOO                                       | 'zu:lu:                            | [ˈzuːluː]                             |
| 0    | Zero (FAA) Nadazero (ITU, IMO)                     | ZE RO (ICAO, FAA) NAH-DAH-ZAY-ROH (ITU, IMO)  |                                    | [ˈziːɹoʊ]                             |
| 1    | One (FAA) Unaone (ITU, IMO)                        | WUN (ICAO, FAA) OO-NAH-WUN (ITU, IMO)         |                                    | [wʌn]                                 |
| 2    | Two (FAA) Bissotwo (ITU, IMO)                      | TOO (ICAO, FAA) BEES-SOH-TOO (ITU, IMO)       |                                    | [tuː]                                 |
| 3    | Three (FAA) Terrathree (ITU, IMO)                  | TREE (ICAO, FAA) TAY-RAH-TREE (ITU, IMO)      |                                    | [tɹiː]                                |
| 4    | Four (FAA) Kartefour (ITU, IMO)                    | FOW ER (ICAO, FAA) KAR-TAY-FOWER (ITU, IMO)   |                                    | [fɔɹ]                                 |
| 5    | Five (FAA) Pantafive (ITU, IMO)                    | FIFE (ICAO, FAA) PAN-TAH-FIVE (ITU, IMO)      |                                    | [faɪf]                                |
| 6    | Six (FAA) Soxisix (ITU, IMO)                       | SIX (ICAO, FAA) SOK-SEE-SIX (ITU, IMO)        |                                    | [sɪks]                                |
| 7    | Seven (FAA) Setteseven (ITU, IMO)                  | SEV EN (ICAO, FAA) SAY-TAY-SEVEN (ITU, IMO)   |                                    | [ˈsɛvən]                              |
| 8    | Eight (FAA) Oktoeight (ITU, IMO)                   | AIT (ICAO, FAA) OK-TOH-AIT (ITU, IMO)         |                                    | [eɪt]                                 |
| 9    | Nine (FAA) Novenine (ITU, IMO) 綴りに'r'は付けない | NIN ER (ICAO, FAA) NO-VAY-NINER (ITU, IMO)    |                                    | [ˈnaɪnɝ]                              |

特に明記しない限り、上記の綴りと発音（アクセント含む）はICAO、ITU、IMO、FAAにより公式に定められたものである。
ICAOは、数字を表す語においては強勢の音節を大文字で、弱勢を小文字で表示するのに対し、アルファベットを表す語においては強勢の音節は大文字のアンダーライン（弱勢の音節はアンダーラインのない大文字）で示している。この表では、統一のため、IMOとFAAの方式に従い、強勢音節は太字で表示した（画面上ではアンダーラインがリンクと間違えられる可能性があるため）。
機関（NATO、ICAO、ITU、IMO、FAA、ANSIなど）によって違いがある場合、各々の機関が推奨している発音または綴りを表内に明記した。ICAO、ITU、IMOでは、いくつかのアルファベットを表す語について、許容の発音がある。FAAでは、許容の発音を掲載している版も存在するが、他の版では許容の発音は掲載なしとなっている。また、FAAでは、FAAフライトサービス・マニュアル（FAA Flight Services manual, §14.1.5）を参照したものとATCマニュアル（ATC manual, §2-4-16）を参照したものとの間で綴りが異なる場合がある。ANSIは文字の綴りを提供するが、発音と数字は提供していない。数字を表す語については、前述のように二種類の系統があるうち、ICAO、NATO、FAAは英語による数字の普通の綴りを使用しているのに対し（アクセント付き）、ITUとIMOでは、数字の英語読みの前に別の構成要素を追加した独自の単語を使用している（アクセントなし）。
ICAOだけは、アルファベットに対応する語の発音をIPA（国際音声記号）により提示している（ただし数字には提示していない）。ただし、公式版では、IPAのうちいくつかを通常の文字・記号との混同を防ぐため、別の文字で表現している。
- [ʃ]：'sh'
- [ɔ]：'B'
- [ə]：'a'（太字）
- [ʒ]：'_'
- [ɹ]：'r'

こういった理由から、上記の表のIPA表記はあくまで参考であり、厳密なものではない。
数字 9 の発音は、ドイツ語の「いいえ nein」との混同を避けるため、niner に変えられる。ドイツ語で"ei"は「アイ」と発音され、nein は「ナイン」となるためである。

## 歴史
国際的に認知された最初のフォネティックコードは、1927年にITUにより制定された。使用された結果の問題点を反映して、1932年に改訂された。この結果はICAN（ICAOの前身）にも採り入れられ、民間航空では第二次世界大戦まで使用された。また、IMOでは1965年まで使い続けた。そのコードは以下の通りである：
- Amsterdam
- Baltimore
- Casablanca
- Denmark
- Edison
- Florida
- Gallipoli
- Havana
- Italia
- Jerusalem
- Kilogramme
- Liverpool
- Madagascar
- New York
- Oslo
- Paris
- Quebec
- Roma
- Santiago
- Tripoli
- Upsala
- Valencia
- Washington
- Xanthippe
- Yokohama
- Zurich

第二次世界大戦（特に1941年以降）には、連合国軍が共同作戦を遂行することが通常となったため、陸軍・海軍フォネティックコードの発展につながった。ただし、いくつかのイギリス空軍フォネティックコードも使われ続けた。陸軍・海軍フォネティックコード（en:Joint Army/Navy Phonetic Alphabet）は以下の通りである：
- Able
- Baker
- Charlie
- Dog
- Easy
- Fox
- George
- How
- Item
- Jig
- King
- Love
- Mike
- Nan
- Oboe
- Peter
- Queen
- Roger
- Sugar
- Tare
- Uncle
- Victor
- William
- X-ray
- Yoke
- Zebra

戦後も、民間に戻った多くの元連合軍将兵は、民間航空勤務に戻っても慣習で「エイブル Able, ベーカー Baker」を使い続けた。しかし、多数のコードに英語特有の発音が含まれていたため、ラテンアメリカでは代わりに「アナ/エイナ Ana, ブラジル Brazil」が使用された。こういった事情もあり、IATAはより普遍的かつ統合されたコードの策定を行うこととなり、英語、フランス語、スペイン語に共通する音声からなる新コードの素案を1947年に発表した。
1948年から1949年にかけて、モントリオール大学において、コードの改良が進められた。
その後いくつかの修正と改良を加えたコードが、1951年11月1日に正式公開された。そのコードは以下の通りである：
- Alfa
- Bravo
- Coca
- Delta
- Echo
- Foxtrot
- Golf
- Hotel
- India
- Juliett
- Kilo
- Lima
- Metro
- Nectar
- Oscar
- Papa
- Quebec
- Romeo
- Sierra
- Tango
- Union
- Victor
- Whisky
- Extra
- Yankee
- Zulu

すぐに、このコードには問題点が見つかり、中には問題が深刻として急遽エイブル・ベーカー式に戻した現場もあった。新コードの問題点を明らかにするため、主にアメリカ政府及びイギリス政府により31ヶ国の話者が集められテストが行われた。「デルタ Delta」と「ネクター Nectar」と「ヴィクター Victor」と「エクストラ Extra」などの語の間で混乱が見られたほか、他の語については、通信の明瞭度が弱い状況において聞き漏らすという問題点がその主たるものであった。しかし、研究を進めた結果、変更すべき語は C, M, N, U, X の5文字を表す語だけにとどまった。
その最終版の通話表（本稿の表に掲載したもの）は、ICAOにより1956年3月1日に公表された。NATOにおいても同時期に、同様の修正を行った。ITUがすぐにこれを採り入れたことは、1959年のITU無線規定にすでに確立した通話表として現れるため疑う余地がない。無線通信に関する国際的な取り決めはITUが行うこととなっているため、軍隊、民間、アマチュア無線（ARRL：アメリカ無線中継連盟）によって使われるようになった。IMOにおいては、1965年にやっと採用を取り決めた。
1947年にITUは数字に関する借用語（Nadazero、Unaone など）を制定した。これは1965年にIMOに採用された。

## 運用
単語の多くは、英語を母語とする話者によって認識しやすい語が採用されている。航空機と管制塔の間での通信などは、複数の国が関係している場合、英語でなされるからである。しかし、このルールは国際的なケースだけに当てはまり、国内線で同国者どうしの通話の場合は、その国が選んだ別のフォネティックコードが使われることがある。
"Alpha" および "Juliett" は英語の綴りとは異なる。"Alfa" は f で綴られる。これは、スペイン語を筆頭とする多くのヨーロッパ言語でこの音を ph で綴らず、ph は /p/ の音で発音されるからである。また、"Juliett" は本来の綴りである Juliet ではなく、末尾が tt になっている。これは、t が単一の場合、フランス語話者が子音の発音を省略するからであり、フランス版では "Juliette" と綴られる。しかし、ICAOは末尾の e を採り入れていない。これは、スペイン語話者が「テ」と発音するからである。英語版のコード表（たとえばANSIのコード表）では、どちらかまたは両方が英語の標準的な綴り (Alpha, Juliet) に戻されている。
このコードは、メッセージの一部の綴りやコールサインの綴りを伝達するとき、それらが重要で正確を期する場合やその他音声を聞き取ることが困難な場合に使われる。たとえば "proceed to map grid DH98" （地図上DH98地点へ進め）は、"proceed to map grid Delta-Hotel-Niner-Eight" と送信され、C-130輸送機が前方にいることを通達する際は "Charlie One Three Zero in your twelve o'clock" と送信される（twelve o'clock＝12時方向＝前方）。また、コードがよく知られたために通常の会話に定着した例もある。「よくやった」を "Bravo Zulu" (BZ) と言う場合や、かつてベルリンが東西分割されていた際の西側諸国による呼称であるチェックポイント・チャーリー (Checkpoint Charlie、C検問所の意）が有名である。SWATなどの特殊部隊では、Tango (T) は標的 (target) を、Sierra (S) は狙撃手 (sniper) を意味する。

## 各国語拡張

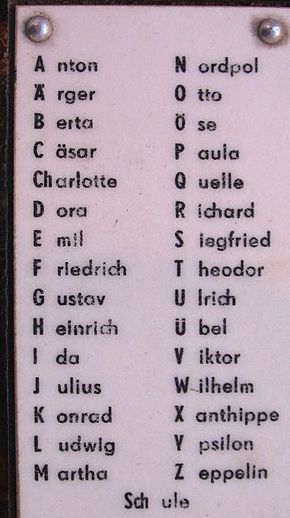
送受話器に表示された、ÖNORM A 1081に類似のフォネティックコード

ドイツなど、ドイツ語圏ではいくつかの母音にウムラウトをつける習慣がある。このため、ICAOは彼らのために、ウムラウトによる発言を伴う綴りを用意し、NATOでも次のように拡張した。
- Ä（A-ウムラウト）：Ärger（怒り）
- Ö（O-ウムラウト）：Öse（鳩目）
- Ü（U-ウムラウト）：Übel（害悪）

これらはICAOの標準アルファベットではない。また、ドイツ語圏以外ではほとんど知られていない。ドイツ語圏でよく使われる他の3つの文字（の組み合わせ）「Ch」「Sch」「ß (エスツェット)」は、別の綴りが用意されていないが、一部の例外を除き、軍事用途などでは慣例で使用されている。
デンマークもNATO加盟国であるが、軍用用途に次の文字が付加されている。
- Æ（AE合字）：Ægir
- Ø（OE合字）：Ødis
- Å（リング付きA）：Åse

これらは、デンマーク語においては、アルファベット順でZの後に続く独立した1つの文字である。
ノルウェーにおいても、次の文字が付加されている。
- Æ：Ærlig
- Ø：Østen
- Å：Åse

### ドイツ語圏のコード表
| 文字 | ドイツ DIN 5009 | スイス             | オーストリア ÖNORM A 1081 |
| ---- | --------------- | ------------------ | ------------------------- |
| A    | Anton           | Anna               | Anton                     |
| Ä    | Ärger           | Äsch (Aesch)       | Ärger                     |
| B    | Berta           | Berta              | Berta                     |
| C    | Cäsar           | Cäsar              | Cäsar                     |
| Ch   | Charlotte       | –                  | Christine (慣例でない)    |
| D    | Dora            | Daniel             | Dora                      |
| E    | Emil            | Emil               | Emil                      |
| F    | Friedrich       | Friedrich          | Friedrich                 |
| G    | Gustav          | Gustav             | Gustav                    |
| H    | Heinrich        | Heinrich           | Heinrich                  |
| I    | Ida             | Ida                | Ida                       |
| J    | Julius          | Jakob              | Julius                    |
| K    | Kaufmann        | Kaiser             | Konrad                    |
| L    | Ludwig          | Leopold            | Ludwig                    |
| M    | Martha          | Marie              | Martha                    |
| N    | Nordpol         | Niklaus            | Nordpol                   |
| O    | Otto            | Otto               | Otto                      |
| Ö    | Ökonom          | Örlikon (Oerlikon) | Österreich                |
| P    | Paula           | Peter              | Paula                     |
| Q    | Quelle          | Quasi              | Quelle                    |
| R    | Richard         | Rosa               | Richard                   |
| S    | Samuel          | Sophie             | Siegfried                 |
| Sch  | Schule          | –                  | Schule                    |
| ß    | Eszett          | –                  | scharfes S                |
| T    | Theodor         | Theodor            | Theodor                   |
| U    | Ulrich          | Ulrich             | Ulrich                    |
| Ü    | Übermut         | Übermut            | Übel                      |
| V    | Viktor          | Viktor             | Viktor                    |
| W    | Wilhelm         | Wilhelm            | Wilhelm                   |
| X    | Xanthippe       | Xaver              | Xaver (旧:Xanthippe)      |
| Y    | Ypsilon         | Yverdon            | Ypsilon                   |
| Z    | Zacharias       | Zürich             | Zürich (旧:Zeppelin)      |

### 各国での一覧
| 文字 | 英語      | 国際       | ICAO NATO ARRL ITU | フランス  | イタリア    | オランダ  | スウェーデン | イギリス 海上無線 JAN | CHP ARRL(旧) | EU         |
| ---- | --------- | ---------- | ------------------ | --------- | ----------- | --------- | ------------ | --------------------- | ------------ | ---------- |
| A    | Alfred    | Amsterdam  | Alfa               | Anatole   | Ancona      | Anna      | Adam         | Able                  | Adam         | Amerika    |
| Ä    | –         | –          | Ärger              | –         | –           | –         | Ärlig        | –                     | –            | –          |
| B    | Benjamin  | Baltimore  | Bravo              | Berthe    | Bari        | Bernard   | Bertil       | Baker                 | Baker        | Baltimore  |
| C    | Charles   | Casablanca | Charlie            | Célestine | Como        | Cornelis  | Cesar        | Charlie               | Charlie      | Canada     |
| D    | David     | Danemark   | Delta              | Désiré    | Domodossola | Dirk      | David        | Dog                   | David        | Dänemark   |
| E    | Edward    | Edison     | Echo               | Eugène    | Empoli      | Eduard    | Erik         | Easy                  | Edward       | England    |
| F    | Frederick | Florida    | Foxtrot            | François  | Firenze     | Ferdinand | Filip        | Fox                   | Frank        | Frankreich |
| G    | George    | Gallipoli  | Golf               | Gaston    | Genova      | Gerard    | Gustav       | George                | George       | Guatemala  |
| H    | Harry     | Havanna    | Hotel              | Henri     | Hotel       | Hendrik   | Helge        | How                   | Henry        | Honolulu   |
| I    | Isaac     | Italia     | India              | Irma      | Imola       | Izaak     | Ivar         | Item                  | Ida          | Italien    |
| J    | Jack      | Jerusalem  | Juliett            | Joseph    | Juventus    | Jan       | Johan        | Jig                   | John         | Japan      |
| K    | King      | Kilogram   | Kilo               | Kléber    | Kilometro   | Karel     | Kalle        | King                  | King         | Kilowatt   |
| L    | London    | Liverpool  | Lima               | Louis     | Livorno     | Lodewijk  | Ludvig       | Love                  | Lewis        | Luxemburg  |
| M    | Mary      | Madagaskar | Mike               | Marcel    | Milano      | Marie     | Martin       | Mike                  | Mary         | Mexico     |
| N    | Nellie    | New York   | November           | Nicolas   | Napoli      | Nico      | Niklas       | Nan / Nutley          | Nancy        | Norwegen   |
| O    | Oliver    | Oslo       | Oscar              | Oscar     | Otranto     | Otto      | Olof         | Oboe                  | Otto         | Ontario    |
| Ö    | –         | –          | Öse                | –         | –           | –         | Östen        | –                     | –            | –          |
| P    | Peter     | Paris      | Papa               | Pierre    | Pisa        | Pieter    | Petter       | Peter                 | Peter        | Portugal   |
| Q    | Queen     | Québec     | Québec             | Quintal   | Quadro      | Quotiënt  | Qvintus      | Queen                 | Queen        | Québec     |
| R    | Robert    | Roma       | Romeo              | Raoul     | Roma        | Rudolf    | Rudolf       | Roger                 | Robert       | Radio      |
| S    | Samuel    | Santiago   | Sierra             | Suzanne   | Savona      | Simon     | Sigurd       | Samuel / Sail         | Sugar        | Santiago   |
| T    | Tommy     | Tripoli    | Tango              | Thérèse   | Torino      | Teunis    | Tore         | Tare                  | Thomas       | Texas      |
| U    | Uncle     | Uppsala    | Uniform            | Ursule    | Udine       | Utrecht   | Urban        | Uncle                 | Uniform      | Uruguay    |
| Ü    | –         | –          | Übel               | –         | –           | –         | –            | –                     | –            | –          |
| V    | Victor    | Valencia   | Victor             | Victor    | Venezia     | Victor    | Viktor       | Victor                | Victor       | Venezuela  |
| W    | William   | Washington | Whiskey            | William   | Vu Doppia   | Willem    | Wilhelm      | William               | William      | Washington |
| X    | X-ray     | Xanthippe  | X-ray              | Xavier    | Xilofono    | Xanthippe | Xerxes       | X-Ray                 | X-Ray        | Xylophon   |
| Y    | Yellow    | Yokohama   | Yankee             | Yvonne    | Ipsilon     | Ypsilon   | Yngve        | Yoke                  | Young        | Yokohama   |
| IJ   | –         | –          | –                  | –         | –           | IJmuiden  | –            | –                     | –            | –          |
| Z    | Zebra     | Zürich     | Zulu               | Zoé       | Zara        | Zaandam   | Zäta         | Zebra                 | Zebra        | Zebra      |

## 変形
- アメリカのいくつかの空港では、Delta がデルタ航空のコールサインであることから、使用が避けられる。その代わり、「Dixie ディキシー（水兵）」が使われる場合がある.[6]。
- Foxtrot は、アメリカの空港では Fox（フォクス）と短縮されることが多い。
- アマチュア無線や市民バンドでは、Kilo の代わりに時折 Kilowatt（キロワット）を使う場合もある。また、日本ではPを「ポーチカル」と呼ぶことがあるが、このような発音をする英単語は存在せず、Portugal の転訛と思われる。
- フィリピンでは、しばしば Hotel の代わりに Hawk が使われることがある。
- インドネシアでは、Lima はインドネシア語の "5" になるので、代わりに London が使われることが多い。

このほか、送信者がより簡単に覚えることができる多くの非標準的なコードが、標準に強制されない用途で使われている。
- Alan
- Bobby
- Charlie
- David
- Edward
- Frederick
- George
- Howard
- Isaac
- James
- Kevin
- Larry
- Michael
- Nicholas
- Oscar
- Peter
- Quincy
- Robert
- Stephen
- Trevor
- Ulysses
- Vincent
- William
- Xavier
- Yaakov
- Zebedee

この他にもバリエーションがあるが、こういったコードは男性名や分かりやすい都市名からなることが多い。日本の東海道新幹線でも、席番号のA - Eを表す際に「アメリカ・ボストン・チャイナ・デンマーク・イングランド」を用いている。
アメリカ合衆国内の警察・消防無線においても独自のコードが使用されており、ドラマ等でもその一端を聞くことが出来る。各警察機構によって差異はあるが概ね Adam Boy Charlie（あるいはCharles） David と続く。
以下、カリフォルニア・ハイウェイ・パトロール（CHP）の一例。またARRLでも同様のものが1948年に使われていたことがある。
- Adam
- Boy
- Charles
- David
- Edward
- Frank
- George
- Henry
- Ida
- Jack
- King
- Lincoln
- Mary
- Nora
- Ocean
- Paul
- Queen
- Robert
- Sam
- Tom
- Union
- Victor
- William
- X-ray
- Yellow
- Zebra

- 都市名の場合の一例
  - America
  - Boston または Bombay
  - China
  - Denmark
  - England
  - France
  - German
  - Hong Kong

- ドイツでは、テレビ番組『ホイール・オブ・フォーチュン』で使われて大衆化された半公式のコードが使われることがある。

## 過去のコード
上記のコードに加えて、他のいくつかのコードが過去に使われた。
- 第一次世界大戦・西部戦線の塹壕スラング：
  - Ack
  - Beer
  - Charlie
  - Don
  - Edward
  - Freddie
  - Gee
  - Harry
  - Ink
  - Johnnie
  - King
  - London
  - Emma
  - Nuts
  - Oranges
  - Pip
  - Queen
  - Robert
  - Esses
  - Toc
  - Uncle
  - Vic
  - William
  - X-ray
  - Yorker
  - Zebra

  - これはイギリス空軍のスラングの語源と思われる（たとえば、ack emma：午前〈AM〉、pip emma：午後〈PM〉、ack-ack：対空砲〈Anti-Aircraft〉）。Ack Emmaは、1914年から1918年にかけて存在した陸軍航空隊では「機上整備員（Air Mechanic）」の意味としても使われた。
- 第一次世界大戦当時のイギリス海軍：
  - Apples
  - Butter
  - Charlie
  - Duff
  - Edward
  - Freddy
  - George
  - Harry
  - Ink
  - Johnnie
  - King
  - London
  - Monkey
  - Nuts
  - Orange
  - Pudding
  - Queenie
  - Robert
  - Sugar
  - Tommy
  - Uncle
  - Vinegar
  - Willie
  - Xerxes
  - Yellow
  - Zebra